# Wingate (Durham)
Wingate è un villaggio dell'Inghilterra, appartenente alla contea del Durham.